# Giovanni Antonio Rocca

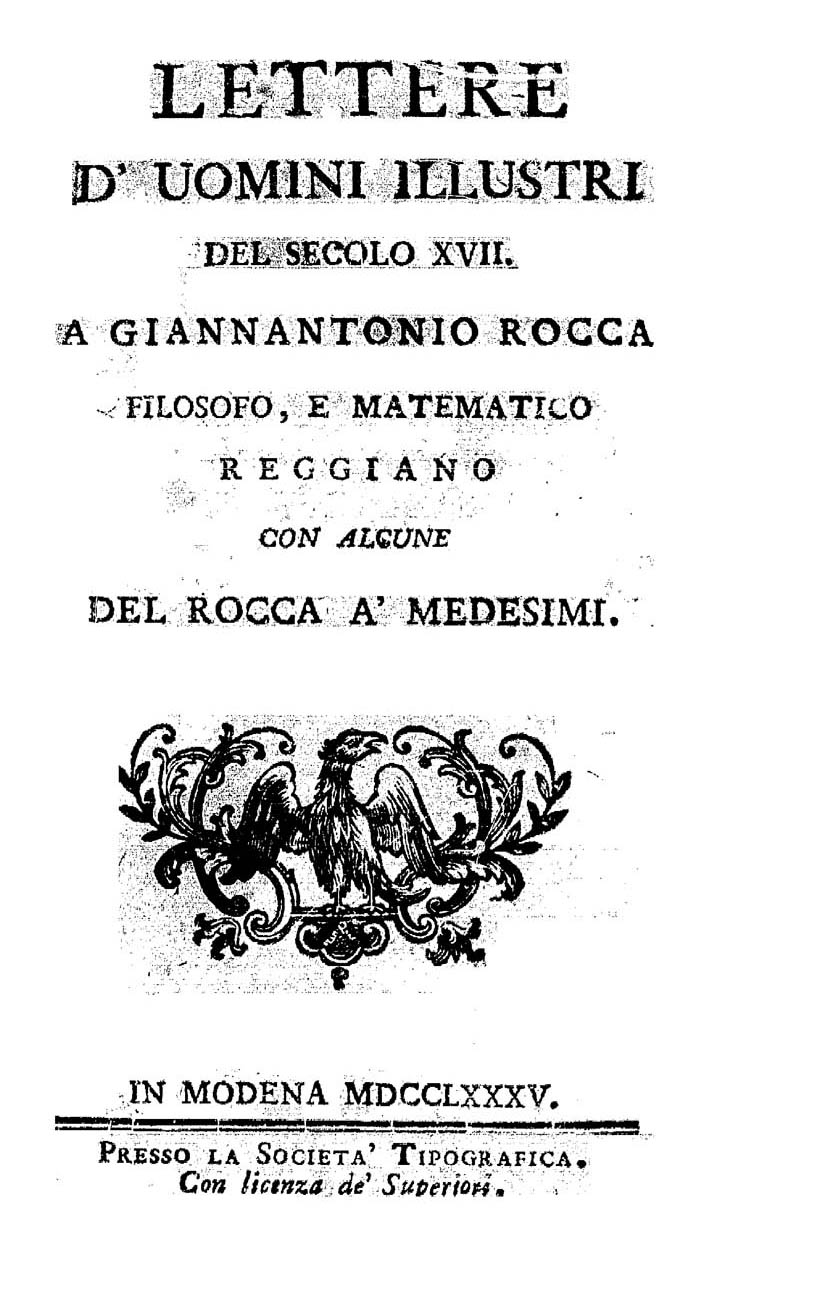
Lettere d'uomini illustri, 1785

Giovanni Antonio Rocca o Giannantonio Rocca (Reggio Emilia, 1607 – 1656) è stato un matematico italiano. A suo nome è stato intitolato un cratere lunare.

## Biografia
Giovanni Antonio Rocca nacque a Reggio Emilia il 31 Ottobre 1607 da Ercole Bergamaschi Rocca e Laura Ruffini. Rimasto orfano di padre a tre anni, fu allevato dalla madre e dallo zio. Studiò matematica nel collegio dei nobili di Parma con il gesuita Mario Bettini, con il quale intrattenne per il resto della sua vita un fitto scambio epistolare. Si addottorò a vent'anni difendendo pubblicamente nel Duomo di Parma tesi di logica e metafisica alla presenza dei maggiori notabili della città. Ancora molto giovane si legò a molti protagonisti della scena scientifica europea, come Giovanni Battista Baliani, Bonaventura Cavalieri, Mario Guiducci, Marin Mersenne e Evangelista Torricelli. Il suo nome è rimasto legato alla scoperta di un nuovo metodo per determinare il baricentro dei solidi.

## Opere
- Giannantonio Rocca, Lettere d'uomini illustri del secolo XVII a Giannantonio Rocca matematico reggiano con alcune del Rocca a' medesimi, In Modena, presso la Società tipografica, 1785. URL consultato il 13 giugno 2015.